# John F. Kieran
John Francis Kieran (2 de agosto de 1892 – 9 de diciembre de 1981) fue un autor, periodista, naturalista aficionado y presentador de radio y televisión de nacionalidad estadounidense.

## Biografía
Nacido en el barrio del Bronx, en Nueva York, Kieran consiguió el Bachelor of Science cum laude por la Universidad de Fordham. Empezó su carrera en prensa en 1915, trabajando como periodista deportivo en el The New York Times. A lo largo de su trayectoria continuó dedicado a los deportes, trabajando para diferentes periódicos de Nueva York, y convirtiéndose en uno de los más conocidos periodistas deportivos del país. Colaborador entre 1927 y 1943 del The Times', en el número de 9 de enero de 1939 del Time se publicó un artículo elogioso sobre su persona.
Destacado "intelectual", se hizo famoso por sus diez años como panelista del concurso radiofónico más escuchado de la NBC, Information, Please! (17 de mayo de 1938 – 25 de junio de 1948). Sus rápidos reflejos y su gran erudición, combinados con un aura de gentil modestia, le ganaron la simpatía de la audiencia, asegurándose su puesto en el show. Junto a los "intelectuales" compañeros Franklin Pierce Adams y el presentador Clifton Fadiman, Kieran entretuvo y educó al público radiofónico en los años de la Gran Depresión, la Segunda Guerra Mundial y la Guerra Fría.
Ocho meses después del final de Information, Please!, Kieran entró en la televisión con el primer show John Kieran's Kaleidoscope, ampliamente televisado en redifusión. Un programa de 15 minutos producido desde febrero de 1949 hasta abril de 1952, John Kieran's Kaleidoscope presentaba a su escritor y presentador como un ingenioso guía de la complejidad del conocimiento humano. Los 104 episodios tocaron todo tipo de temas, desde los hábitos de apareamiento de los insectos a las propiedades del campo magnético, pasando por las teorías sobre la creación del sistema solar.
Kieran se hizo familiar entre el público de la televisión de los años 1950, siendo invitado de numerosos programas concursos y de panel, entre ellos la reposición que la CBS hizo de Information, Please! en 1952.
El hijo de Kieran, John Kieran Jr., también actuó en la televisión de los años 1950, haciendo un período como panelista en 1955 en el concurso Down You Go.
Kieran fue un buen observador de aves y de la naturaleza. Con un estilo alegre y coloquial, él disfrutó vagado por Riverdale, en el Bronx, grabando para la posteridad los cambios de la zona en una época en la cual el boom inmobiliario estaba eliminando áreas naturales. Su libro de 1959 A Natural History of New York City ha seguido siendo leído por sus observaciones sobre la geografía local, así como por su descripción de la fauna dentro de los límites de la ciudad. En 1964, a los 73 años de edad, Kieran publicó su autobiografía, Not Under Oath. 
John F. Kieran falleció en Rockport, Massachusetts, en 1981, a los 89 años de edad. Fue enterrado en el Cementerio Beech Grove, en Rockport.
En 1971 fue aceptado su ingreso en el Salón de la Fama de la National Sportscasters and Sportswriters Association.

## Obra literaria
- The Story of the Olympic Games
- The American Sporting Scene
- Footnotes on Nature
- Nature Notes
- John James Audubon, en colaboración con su esposa, Margaret Kieran
- An Introduction to Nature (1946), Garden City, Nueva York: Doubleday & Company, Inc. (Ediciones: 1948, 1950, 1952, 1954, 1955, 1966)
- A Natural History of New York City (1959)
- Not Under Oath (1964), Boston: Houghton Mifflin Co., autobiografía
- Poems I Remember: An Anthology of My Favorite Poems (1942), Garden City, NY: Doubleday, Doran & Co.